# Notburga Ott
Notburga Ott (geb. Nuß, * 23. März 1954 in Amberg) ist eine deutsche Sozialwissenschaftlerin und Hochschullehrerin.

## Leben
Notburga Ott begann nach dem Abitur im Jahr 1973 ein Studium der Pädagogik, Mathematik und Volkswirtschaftslehre in Regensburg und Bielefeld. Dieses schloss sie 1984 mit einem Diplom in Volkswirtschaftslehre ab. Im Anschluss war Ott bis 1994 als wissenschaftliche Mitarbeitern  am Sonderforschungsbereich 3  Mikroanalytische Grundlagen der Gesellschaftspolitik im Projekt Mikrosimulation sowie als wissenschaftliche Assistentin im Fachbereich Wirtschaftswissenschaften der Universität Frankfurt am Main tätig.
Ott wurde 1989 mit einer Arbeit über innerfamiliale Arbeitsteilung an der Universität Bielefeld promoviert. 1996 folgte die Habilitation in Frankfurt mit einer Arbeit über die Anwendung von Fuzzy-Mathematik in der Entscheidungstheorie. Es folgten Vertretungsprofessuren an der Humboldt-Universität zu Berlin für Finanzwissenschaft und an der Universität Bremen für Sozialpolitik. Im Jahr 1997 erhielt Ott den Lehrstuhl für Wirtschaftspolitik an der Universität Bielefeld. 1999 erfolgte ein Ruf an die Universität Bochum, dort bekleidete sie bis zu ihrer Emeritierung 2020 den Lehrstuhl für Sozialpolitik und öffentliche Wirtschaft.
Otts Forschungsschwerpunkte liegen im Bereich der Sozialpolitik, der Familienpolitik, dem Gesundheitswesen, Public Health und der Haushaltsökonomik. Sie war in verschiedenen Projekten im Auftrag von Bundes- und Landesministerien politikberatend tätig. Sie war zudem Mitglied im wissenschaftlichen Beirat für Familienfragen beim Bundesministerium für Familie, Senioren, Frauen und Jugend.

## Schriften (Auswahl)
- Intrafamily Bargaining and Household Decisions, Springer-Verlag, Berlin/Heidelberg 1992, ISBN 978-3-642-45708-1.
- mit Heinz P. Galler: Empirische Haushaltsforschung. Erhebungskonzepte und Analyseansätze angesichts neuer Lebensformen, Campus-Verlag, Frankfurt am Main/New York 1993, ISBN 978-3-593-34890-2.
- Unsicherheit, Unschärfe und rationales Entscheiden. Die Anwendung von Fuzzy-Methoden in der Entscheidungstheorie, Physica-Verlag, Heidelberg 2000, ISBN 978-3-7908-1337-1.
- mit Heinrich Schürmann, Martin Werding: Schnittstellen im Sozial-, Steuer- und Unterhaltsrecht, Nomos, Baden-Baden 2012, ISBN 978-3-8329-7425-1.